# GAS1
GAS1 (англ. Growth arrest specific 1) – білок, який кодується однойменним геном, розташованим у людей на короткому плечі 9-ї хромосоми. Довжина поліпептидного ланцюга білка становить 345 амінокислот, а молекулярна маса — 35 693.
| 10         |  | 20         |  | 30         |  | 40         |  | 50         |
| ---------- |  | ---------- |  | ---------- |  | ---------- |  | ---------- |
| MVAALLGGGG |  | EARGGTVPGA |  | WLCLMALLQL |  | LGSAPRGSGL |  | AHGRRLICWQ |
| ALLQCQGEPE |  | CSYAYNQYAE |  | ACAPVLAQHG |  | GGDAPGAAAA |  | AFPASAASFS |
| SRWRCPSHCI |  | SALIQLNHTR |  | RGPALEDCDC |  | AQDENCKSTK |  | RAIEPCLPRT |
| SGGGAGGPGA |  | GGVMGCTEAR |  | RRCDRDSRCN |  | LALSRYLTYC |  | GKVFNGLRCT |
| DECRTVIEDM |  | LAMPKAALLN |  | DCVCDGLERP |  | ICESVKENMA |  | RLCFGAELGN |
| GPGSSGSDGG |  | LDDYYDEDYD |  | DEQRTGGAGG |  | EQPLDDDDGV |  | PHPPRPGSGA |
| AASGGRGDLP |  | YGPGRRSSGG |  | GGRLAPRGAW |  | TPLASILLLL |  | LGPLF      |

A: Аланін

C: Цистеїн

D: Аспарагінова кислота

E: Глутамінова кислота

F: Фенілаланін

G: Гліцин

H: Гістидин

I: Ізолейцин

K: Лізин

L: Лейцин

M: Метіонін

N: Аспарагін

P: Пролін

Q: Глутамін

R: Аргінін

S: Серин

T: Треонін

V: Валін

W: Триптофан

Задіяний у такому біологічному процесі, як клітинний цикл. 
Локалізований у клітинній мембрані, мембрані.